# 蜂の書
蜂の書（はちのしょ、Book of the Bee）は、多数の聖書の物語を含む、神学的文書。1222年頃のバスラで、アッシリア東方教会のバスラ司教であったアフラトのソロモンによって、シリア語で記述された。

## 概要
この文書は神学と歴史に関する文献を集めたもので、60章から成り、天地創造、天と地、天使、闇、楽園、旧約聖書の族長、新約聖書の出来事、王と族長の一覧、そして復活の最終日など、様々なテーマを論じている。この書は地元のキリスト教共同体で非常に人気があり、19世紀まで伝承されてきた。
著者のアフラトのソロモンは、13世紀前半のアッシリア東方教会の司教であった。彼はバスラ（現在のイラク）の管区司教でもあり、 1222年に行われたアッシリア東方教会総主教サブリショ4世の叙階式にも出席している。彼はこの書を友人であるベト・ワジクのナルサイ司教に捧げた。
この書は、東部アラム語の文法形式であるシリア語で書かれ、アラビア語にも翻訳された。著者は母語であるシリア語を高く評価し、シリア語が最古の言語であるという古い著者たちの考えを採用した。
この文書は1866年にジョセフ・シェーンフェルダー（1913年没）によってラテン語に翻訳され出版された。そして1886年には、イギリスのオリエント学者アーネスト・A・ウォリス・バッジ（1934年没）による英訳付きシリア語テキストが出版された。

## 参照資料
- Baumstark, Anton (1922). Geschichte der syrischen Literatur, mit Ausschluss der christlich-palästinensischen Texte. Bonn: A. Marcus und E. Weber Verlag. ISBN 9783110821253
- Brock, Sebastian P. (1989). “Three Thousand Years of Aramaic Literature”. ARAM Periodical 1 (1):  11–23.
- Budge, Ernest A. Wallis, ed (1886). The Book of the Bee: The Syriac Text Edited from the Manuscripts in London, Oxford, and Munich with an English Translation. Oxford: Clarendon Press
- Fiey, Jean Maurice (1993). Pour un Oriens Christianus Novus: Répertoire des diocèses syriaques orientaux et occidentaux. Beirut: Orient-Institut. ISBN 9783515057189
- Loopstra, Jonathan A. (2011). “Shlemon of Baṣra”. Gorgias Encyclopedic Dictionary of the Syriac Heritage. Piscataway, NJ: Gorgias Press. pp. 378
- Schönfelder, Joseph M., ed (1866). Salomonis episcopi Bassorensis liber Apis: Syriacum Arabicumque textum Latine vertit notis illustravit. Bamberg: Reindl
- Teule, Herman G. B. (2012). “Solomon of Basra”. Christian-Muslim Relations: A Bibliographical History. 4. Leiden-Boston: Brill. pp. 193–195. ISBN 978-9004228542
- Weltecke, Dorothea; Younansardaroud, Helen (2019). “The Renaissance of Syriac Literature in the Twelfth–Thirteenth Centuries”. The Syriac World. London: Routledge. pp. 698–717. ISBN 9781138899018
- Wright, William (1894). A Short History of Syriac Literature. London: Adam and Charles Black